# Casal Velino
Casal Velino község (comune) Olaszország Campania régiójában, Salerno megyében. 

## Fekvése
A település a Cilento és Vallo di Diano Nemzeti Park területén fekszik. Hozzátartozik a Marina di Casal Velino üdülőközpont. Határai: Ascea, Castelnuovo Cilento, Omignano, Pollica, Salento és Stella Cilento.

## Története
A település első említése 1063-ból származik. Valószínűleg a cilentói tengerparti területekről, a szaracén kalózok támadásai elől menekülő lakosok alapították. A középkorban a cavai bárósághoz tartozott, majd 1328-tól a cavai apát birtoka lett. 1410-ben XIII. Gergely pápa Durazzói László nápolyi királynak engedte át. A település 1806-ban lett önálló amikor a Nápolyi Királyságban felszámolták a feudalizmust.

## Népessége
A népesség számának alakulása:

## Főbb látnivalói
- San Matteo a Casal Velino Marina-templom